# وريد مائل للأذين الأيسر
الوَريدُ المائِلُ للأُذَينِ الأَيسَر هو وريد صغير ينزل بشكل مائل على السطح الخلفي للأذين الأيسر وينتهي في الجهة اليُسرى للجيب التاجي.